# Swisscurling Association
SWISSCURLING Association, ehemals der Schweizerische Curling-Verband, ist der alleinige Fachverband für den Curling-Sport in der Schweiz. Sitz des Vereins ist Bern.

## Aufgaben
- Förderung in den Bereichen Leistungs-, Nachwuchs- und Breitensport, Pflege des Ansehens und der Anerkennung der Sportart nach Aussen und der Geselligkeit, Kameradschaft und Fairness unter den Mitgliedern.
- Organisation von Aus- und Weiterbildungskursen und Durchführung von Meisterschaften im Leistungs-, Nachwuchs- sowie Breitensport.

## Geschichte
Bereits seit dem Jahr 1942 besteht die Swisscurling Association, der Schweizer Verband war unter anderem Gründungsmitglied der International Curling Federation. Bei der Gründung eines europäischen Curling-Verbandes spielte der Schweizer Jean Schild eine tragende Rolle. Gegründet wurde die European Curling Federation 1975, mit Sitz in Bern. Heute gehören dem Verband 163 Clubs an. Sie vertreten nahezu 8.000 Curler. Die Schweiz verfügt über 50 Hallen sowie 20 Freiluftanlagen.

### Curling in der Schweiz
Die Schweizer gehören schon seit der Gründung der World Curling Federation mit zur Weltspitze des Curlings. Es gibt ungefähr 8.000 aktive Curler, nur in Schottland und Kanada gibt es mehr aktive Curler.
Bei den Olympischen Winterspielen 1992 in Albertville, bei denen Curling als Demonstrationswettbewerb ausgetragen wurde, konnte das Team um den Skip Urs Dick die Goldmedaille gewinnen. Der erste Olympiasieg gelang dem Team Lausanne Olympique um den Skip Patrick Hürlimann bei den Olympischen Winterspielen 1998 in Nagano bei den Männern. 2002 gewann das Team Bern AAM die Silbermedaille bei den Frauen und Biel Touring GATE die Bronzemedaille bei den Männern, in Turin 2006 das Frauenteam Flims PurePower Silber.
Im Breitensport wird in den Kategorien Aktive, Senioren 1 + 2, Damen, Mixed, Veteranen und Open-air sowie Rollstuhl-Curling alle Jahre ein Schweizer Meistertitel vergeben. Rund 200 Teams nehmen an den Ausscheidungen und den Finalrunden teil. Für die Elite gibt es eine eigene Schweizermeisterschaft (siehe auch Liste der Schweizer Meister im Curling).
Besonders erfolgreich ist auch der Nachwuchs. Die Junioren-Teams holten in den letzten zwölf Jahren zehn Medaillen (3 × Gold, 3 × Silber und 4 × Bronze) bei Weltmeisterschaften.
Insgesamt wurden die Männer einmal Olympiasieger, dreimal Weltmeister und siebenmal Europameister. Die Frauen wurden zweimal Weltmeister und viermal Europameister.
→ Siehe auch: Liste von Curling-Erfolgen der Schweiz

## Mitglieder
| Kanton           | Distrikt           | Nr. |
| ---------------- | ------------------ | --- |
| Genf             | Genève             | 1   |
| Wallis           | Léman              | 2   |
| Freiburg         | Fribourg           | 3   |
| Neuenburg        | Neuchâtel          | 3   |
| Jura             | Jura               | 3   |
| Bern             | Seeland            | 4   |
| Freiburg         | Seeland            | 4   |
| Basel-Landschaft | Basel              | 5   |
| Aargau           | Aargau/Mittelland  | 6   |
| Genf             | Aargau/Mittelland  | 6   |
| Thurgau          | Aargau/Mittelland  | 6   |
| Zürich           | Aargau/Mittelland  | 6   |
| Bern             | Bern Land          | 7   |
| Bern             | Bern Stadt         | 8   |
| Bern             | Bern Oberland Ost  | 9   |
| Bern             | Bern Oberland West | 10  |
| Wallis           | Valais             | 11  |
| Tessin           | Ticino             | 13  |

| Kanton                | Distrikt           | Nr. |
| --------------------- | ------------------ | --- |
| Waadt                 | Vaud (französisch) | 11  |
| Waadt                 | Wallis (deutsch)   | 12  |
| Luzern                | Luzern             | 14  |
| Nidwalden             | Nidwalden          | 15  |
| Obwalden              | Obwalden           | 15  |
| Schwyz                | Küssnacht am Rigi  | 16  |
| Zug                   | Zug                | 16  |
| Zürich                | Zürich West        | 17  |
| Zürich                | Zürich Stadt       | 18  |
| Zürich                | Zürich Land        | 20  |
| Zürich                | Zürich Oberland    | 19  |
| Glarus                | Glarus             | 19  |
| Schaffhausen          | Schaffhausen       | 21  |
| Thurgau               | Thurgau            | 21  |
| St. Gallen            | St. Gallen         | 22  |
| Appenzell Innerrhoden | Appenzell          | 22  |
| Freiburg              | Nordbünden         | 23  |
| Graubünden            | Engadin            | 24  |